# Лингегор, Моника
Моника Сесилия Лингегор (швед. Monica Cecilia Lingegård; род. 22 декабря 1962 года) — шведская экономистка и предпринимательница.

## Биография
В 1987 году Моника Лингегор получила степень магистра экономики в Стокгольмском университете. Лингегор начала свою деятельность в качестве IT-консультанта в компании Capgemini и работала в SEB, Spray.se, а также была генеральным директором в компаниях Prenax Global AB, G4S Secure Solutions AB и Intelligence AG в период с 2005 по 2010 год.
С 2011 года она является генеральным директором компании Samhall AB — шведской государственной организации, предназначенной для защиты интересов и трудоустройства людей с инвалидностью. За это в 2015 году она получила премию Årets VD («Президент года») в категории крупных компаний, организованную сайтом motivation.se. В 2016 году Моника была 21-й в списке VA «111 самых влиятельных женщин в бизнесе».
Также Лингегор является председательницей совета директоров Шведской космической корпорации и входит в совет директоров Humana AB, Nobina AB и Flacotte AB. 17 августа 2020 года Лингегор вступила в должность президента и генерального директора компании SJ AB.